# نورث های‌لندز (کالیفرنیا)
نورث های‌لندز (به انگلیسی: North Highlands) یک منطقهٔ مسکونی در ایالات متحده آمریکا است که در شهرستان ساکرامنتو، کالیفرنیا واقع شده‌است. نورث های‌لندز ۲۲٫۸۷۳ کیلومتر مربع مساحت و ۴۲٬۶۹۴ نفر جمعیت دارد و ۲۹ متر بالاتر از سطح دریا واقع شده‌است.